# Lobelia fugax
Lobelia fugax là loài thực vật có hoa trong họ Hoa chuông. Loài này được Heenan, Courtney & P.N.Johnson mô tả khoa học đầu tiên năm 2008.